# Ed Brown
Charles Edward Brown (San Luis Obispo, 26 ottobre 1928 – Kennewick, 2 agosto 2007) è stato un giocatore di football americano statunitense che ha militato nel ruolo di quarterback nella National Football League (NFL).

## Carriera

### Chicago Bears
Brown fu scelto dai Chicago Bears di George Halas nel sesto giro del Draft NFL 1952. Prima di unirsi alla squadra dovette però passare due anni nei Marine. Nel 1954 fu il terzo quarterback nelle gerarchie della squadra dietro a George Blanda e Zeke Bratkowski. Nel 1955, con Bratkowski nel servizio militare, Brown batté Blanda per il ruolo di titolare e guidò i Bears a un record di 8–4 record, al secondo posto dietro ai Los Angeles Rams. Brown sviluppò la reputazione di un giocatore dai lunghi lanci, in particolare per Harlon Hill, che guidò la lega con 9 touchdown su ricezione. Brown ebbe la sua miglior stagione nel 1956, giocando per il nuovo capo-allenatore Paddy Driscoll (Halas era ancora il proprietario e sarebbe presto ritornato come allenatore). Brown quell'anno guidò la lega in passaggi, completandone 96 su 168, per 1.667 yard, 11 touchdown e 12 intercetti. La sua alta media per tentativo fu di 9,9 yard. I Bears vinsero la Western Conference con un record di 9-2-1 record, guidando la lega in punti segnati.
I Bears incontrarono i New York Giants nella finale del campionato NFL 1956 il 30 dicembre allo Yankee Stadium. I Giants vinsero per 47–7, intercettando Brown due volte e infliggendogli diversi sack.
Nel 1957 i Bears apparvero ancora scossi dalla netta sconfitta in finale dell'anno precedente, scendendo a un record di 5-7, con un gioco sulle corse anemico e un anno mediocre di Brown, che peggiorò tutte le statistiche del 1956. Zeke Bratkowski tornò dal servizio militare e iniziò a insidiare Brown per il ruolo di titolare. Nel 1958 George Halas tornò ad allenare e portò i Bears al secondo posto con un record di 8–4, una partita dietro ai Baltimore Colts. Brown giocò meglio, passando 1.418 yard e 10 touchdown. L'anno seguente ebbe un'altra stagione produttiva, con i Bears che finirono di nuovo secondi dietro a Baltimore. Passò gli allora record in carriera di 1.881 yard e 13 touchdown. Nel 1960 iniziò a declinare e le sere a fare tardi non erano ben viste da Halas, così Bratkowski guadagnò sempre più minuti in campo. Brown completò solamente il 40% dei suoi passaggi e i Bears scesero al quinto posto. Nel 1961 fu messo in panchina in favore del nuovo acquisto Billy Wade. Nel corso dei suoi anni con i Bears (eccetto il 1961), Brown fu anche il loro punter titolare, guidando la lega in punt tentati nel 1959 con 64.

### Pittsburgh Steelers
Prima della stagione 1962, Brown fu scambiato con i Pittsburgh Steelers, con cui fu la riserva del futuro Hall of Famer Bobby Layne. Brown ebbe un'altra occasione di partire come titolare quando Layne si ritirò a fine stagione. Nel 1963, ancora specializzato nei lunghi passaggi, ebbe i suoi numeri maggiori, completando 168 passaggi su 362 per 2.982 yard, 21 touchdown e 20 intercetti. Per la sorpresa di molti, gli Steelers rimasero in competizione per il primo posto fino all'ultima gara della stagione, in cui Brown giocò male nella sconfitta per 33–17 contro i Giants a New York.
Nel 1964 Brown giocò il suo ultimo anno come titolare, passando 1.990 yard per una mediocre formazione degli Steelers. Giocò un'altra stagione come riserva, dopo di che fu svincolato e firmò con Baltimore nel finale di stagione. Brown giocò nell'ultima gara della stagione dopo gli infortuni di Johnny Unitas e Gary Cuozzo, completando 3 passaggi su 5, incluso un touchdown da 81 yard. Si ritirò a fine stagione

## Palmarès
- Convocazioni al Pro Bowl: 2

1955, 1956
- Top 100 Bears players of all time